# Anglo-Scottish Cup
De Anglo-Scottish Cup was een grensoverschrijdende Britse voetbalcompetitie die van 1975 tot en met 1981 werd gespeeld tussen ploegen die zich niet hadden gekwalificeerd voor Europees voetbal. De deelnemende clubs waren afkomstig uit Engeland en Schotland. Het toernooi was een opvolger van de Texaco Cup, nadat de naamgever van dat toernooi zich had teruggetrokken als titelsponsor. Na de laatste editie trokken de Schotten zich terug uit de competitie en werd het toernooi de facto opgevolgd door de Football League Group Cup.

## Opzet competitie
Het toernooi werd gespeeld met 24 ploegen. Zestien hiervan waren afkomstig uit Engeland en zij speelden een halve groepsfase. De acht Schotse deelnemers speelden een thuis- en uitwedstrijd tegen een andere deelnemer uit eigen land. De vier Engelse groepswinnaars en de vier Schotse winnaars ontmoetten vervolgens elkaar in de kwartfinales. De halve finales bestonden (voor zover mogelijk) uit wedstrijden tussen een Engelse en een Schotse deelnemer. Alle knock-outwedstrijden, ook de finale, werden over twee duels gespeeld.
De Engelse deelnemers kwalificeerden zich via de competities van de Football League en de Schotse deelnemers via die van de Scottish Football League. Het aantal ploegen dat op Engels of Schots grondgebied speelde stond daardoor niet vast, omdat in beide liga's ook teams uit andere landen van het Verenigd Koninkrijk actief waren. In 1978/79 deed Cardiff City FC (uit Cardiff, Wales) mee, dat speelde in de Engelse competitiestructuur. Een jaar later was Berwick Rangers FC (uit Berwick-upon-Tweed, Engeland) - dat speelde in de Schotse competitiestructuur - een van de deelnemers.

## Einde
Na de zesde editie in 1981 werd er een punt achter de Anglo-Scottish Cup gezet. Steeds minder Engelse topclubs toonden interesse in de competitie en hierdoor daalde het niveau en de interesse van de fans. Tijdens de eerste editie namen er zes (van de zestien deelnamegerechtigde) ploegen uit de Engelse First Division (hoogste niveau) deel, waaronder drie uit de top-acht. Tijdens de laatste editie was er echter geen enkele Engelse deelnemer meer die dat seizoen in de First Division speelde. De Schotse deelnemers trokken zich hierop terug uit de competitie, wat het einde van de Anglo-Scottish Cup betekende.

## Bonuspuntensysteem
De groepsfase tussen de Engelse clubs werd gespeeld met een bonuspuntensysteem: een ploeg kreeg 2 punten voor een zege, 1 punt voor een gelijkspel en 0 punten voor een nederlaag, maar indien een ploeg erin slaagde om driemaal te scoren, leverde dat een bonuspunt op. Dit had uiteindelijk geen gevolgen: in alle edities van de Anglo-Scottish Cup ging de groepswinst naar de ploeg die ook zonder bonuspunten groepswinnaar was geworden. Het maximaal haalbare aantal punten onder dit systeem was negen punten (alle wedstrijden winnen en daarin telkens minimaal driemaal scoren), maar dit lukte geen enkele club. Bristol City FC kwam in 1978/79 het dichtst bij: zij wonnen hun groepsduels met 6−1, 1−0 en 3−0; goed voor acht punten.

## Finales
De finales werden, gespeeld in een thuis- en een uitduel. Bij een gelijke stand over twee duels werd er verlengd en, indien nodig, strafschoppen genomen.
| Seizoen | Winnaar              | Uitslagen     | Finalist                |
| ------- | -------------------- | ------------- | ----------------------- |
| 1975/76 | Middlesbrough FC (t) | 1–0, 0–0      | Fulham FC               |
| 1976/77 | Nottingham Forest FC | 1–1, 4–0      | Orient FC (t)           |
| 1977/78 | Bristol City FC      | 2–1, 1–1      | St. Mirren FC (t)       |
| 1978/79 | Burnley FC           | 4–1, 0–1      | Oldham Athletic AFC (t) |
| 1979/80 | St. Mirren FC        | 2–0, 3–1      | Bristol City FC (t)     |
| 1980/81 | Chesterfield FC (t)  | 1–0, 1–1 n.v. | Notts County FC         |

- Het team dat de eerste wedstrijd thuis speelde, is met (t) aangegeven.

### Finalisten
| Club                 | Winnaar | Finalist | Winnaar in: |
| -------------------- | ------- | -------- | ----------- |
| Bristol City FC      | 1       | 1        | 1977/78     |
| St. Mirren FC        | 1       | 1        | 1979/80     |
| Burnley FC           | 1       | 0        | 1978/79     |
| Chesterfield FC      | 1       | 0        | 1980/81     |
| Middlesbrough FC     | 1       | 0        | 1975/76     |
| Nottingham Forest FC | 1       | 0        | 1976/77     |
| Fulham FC            | 0       | 1        |             |
| Notts County FC      | 0       | 1        |             |
| Oldham Athletic AFC  | 0       | 1        |             |
| Orient FC            | 0       | 1        |             |

Texaco Cup:
1970/71 ·
1971/72 ·
1972/73 ·
1973/74 ·
1974/75

Anglo-Scottish Cup:
1975/76 ·
1976/77 ·
1977/78 ·
1978/79 ·
1979/80 ·
1980/81